# 斯托尼克里克鎮區 (印地安納州亨利縣)
斯托尼克里克鎮區（英語：Stoney Creek Township）是位於美國印地安納州亨利縣的一個行政鎮區。

## 地方資料
根據2010年美國人口普查的數據，斯托尼克里克鎮區的面積為51.60平方千米，當中陸地面積為50.00平方千米，而水域面積為1.60平方千米。當地共有人口817人，而人口密度為每平方千米15.83人。